# Tennessee (chanson de Bob Sinclar)
Pour les articles homonymes, voir Tennessee (homonymie).
Singles de Bob Sinclar
Rock This Party (Everybody Dance Now)
(2006) Everybody Movin'
(2007)
Tennessee est le quatrième single de Bob Sinclar issu de l'album Western Dream. C'est Farell Lennon qui chante dans cette chanson. À cause de la popularité du single précédent, ce single a été annulé et remplacé par Everybody Movin'.

## Classement
- #15 : Italie
- #28 : Belgique